# 2703 Rodari
2703 Rodari este un asteroid din centura principală, descoperit pe 29 martie 1979 de Nikolai Cernîh.